# Пунтрохоть
Пунтрохоть — река в России, левый приток Волги, протекает по Тутаевскому району Ярославской области. Течёт в лесной местности преимущественно на юг. Протекает на небольшом удалении между деревнями Созаново, Михеево, Холм, Фелисово, Мишаки. Непосредственно на реке расположены деревни Петрунино, Кренево, Каботово. Отметка уровня воды в Каботово 102,5 м. После Каботово в реку впадает правый приток Дерножка. Перед впадением в Волгу круто поворачивает на восток, огибая прибрежную возвышенность и впадает в Волгу рядом с устьем более крупной реки Урдома. Между устьями этих рек деревня Вознесенье с церковью, на карте отмеченная как нежилая. Устье реки находится в 2673 км по левому берегу Волги (Горьковское водохранилище). Длина реки составляет 13 км.

## Дерножка
Правый приток реки. Протекает через деревни Шахматово, Дудки, Дьяконо и впадает в Пунтрохоть ниже деревни Каботово.

## Данные водного реестра
По данным государственного водного реестра России относится к Верхневолжскому бассейновому округу, водохозяйственный участок реки — Волга от Рыбинского гидроузла до города Кострома, без реки Кострома от истока до водомерного поста у деревни Исады, речной подбассейн реки — Волга ниже Рыбинского водохранилища до впадения Оки. Речной бассейн реки — (Верхняя) Волга до Куйбышевского водохранилища (без бассейна Оки).
Код объекта в государственном водном реестре — 08010300212110000010460.